# Romershoven
Romercourt, en néerlandais Romershoven est une section de la commune belge de Hoeselt située en Région flamande dans la province de Limbourg. C'était une commune à part entière avant la fusion des communes de 1971.

## Toponymie
Romercurt (1147)

## Démographie

### Évolution démographique
- Sources: INS, Rem.: 1831 jusqu'en 1961 = recensements[3].